# Трамвай Бордо
Трамвай Бордо — современная трамвайная система (открыта 21 декабря 2003 года), вид общественного транспорта города Бордо, Франция. Трамвай Бордо эксплуатирует организация Tram et Bus de la CUB.

## История
Начало первой трамвайной системе Бордо было положено 4 мая 1880 года, когда в городе начал действовать конный трамвай. В 1899 году в городе стал использоваться более прогрессивный электрический трамвай. Эта система развивалась на протяжении многих лет. По состоянию на 1946 год трамвай Бордо насчитывал 38 маршрутов, протяжённость сети составляла более двухсот километров. Особенностью системы было то, что на многих участках использовался нижний токосъём (из эстетических соображений).
Однако после прихода к власти мэра Жака Шабана-Дельмаса (Jacques Chaban-Delmas) в 1947 году в городе усилилось влияние антитрамвайного, проавтомобильного лобби. Трамвайные маршруты закрывались один за другим. Первая трамвайная система Бордо прекратила своё существование 7 декабря 1958 года.
К 1970-м годам провал проавтомобильной транспортной политики стал очевиден, однако Шабан не признал своих ошибок. Вместо возрождения трамвая был предложен грандиозный проект автоматического метрополитена (VAL). Хотя этот проект был одобрен большинством членов городского совета, он был отвергнут из-за протестов местной общественной организации пассажиров общественного транспорта (TRANSCUB) и из-за сложности геологических условий (песчаные грунты). Идея метрополитена была отвергнута. Однако до тех пор, пока Шабан оставался у власти, возрождение трамвая было невозможно.
В 1995 году новым мэром города был избран Ален Жюппе (Alain Juppé). К этому времени транспортная ситуация в городе находилась уже в стадии коллапса. После двух лет исследований, в 1997 году, городское сообщество Бордо (Communauté urbaine de Bordeaux, структура, координирующая муниципальные власти Бордо и его предместий и пригородов) утвердило план строительства трамвая. Строительство трамвая началось после того, как в 2000 году центральное правительство признало трамвай в Бордо «проектом всеобщей пользы». Первые рельсы будущей системы были уложены 16 октября в Лормоне.
В марте 2001 года в центре города экспонировались макеты будущих трамваев. Эту выставку посетило восемьдесят тысяч человек. Настоящие трамваи были продемонстрированы публике в октябре 2002 года.
Возрождённая система начала перевозить пассажиров 21 декабря 2003 года, в пять часов утра. В этот день открылось три маршрута. Систему открывали мэр Бордо Ален Жюппе и президент Франции Жак Ширак. В первый день работы системы проезд на трамвае был бесплатным. 25 сентября 2005 года была продлена линия A.

## Описание системы
Интересной особенностью трамвайной системы Бордо является использование нижнего (наземного) токосъёма на некоторых участках (в историческом центре города). Третий рельс разделён на восьмиметровые секции, изолированные друг от друга. Благодаря электронике под напряжением находится только та секция третьего рельса, над которой в данный момент проезжает трамвай.
В первое время после открытия эта система часто ломалась и доставляла прочие трудности. Однако впоследствии, после усовершенствований системы, она стала вполне надёжно и чётко функционировать. Сейчас трамвайную систему Бордо ценят не только за то, что она позволяет жителям быстро и удобно перемещаться по городу, но также и за её эстетичность (отсутствие контактной сети).
Новые трамваи — неотъемлемая часть стратегии города по развитию туризма. В 2007 году все три линии продлены в направлении пригородов Бордо. Также создано прямое трамвайное сообщение между Бордо и соседним городом Мериньяк. На всех трамваях установлены камеры наблюдения.

## Маршрутная сеть
По состоянию на май 2013 года, общая протяжённость трамвайной сети Бордо — 44,1 км. Общее количество остановок — 89.
Первая линия, линия A, была открыта 21 декабря 2003 года в присутствии президента Франции Жака Ширака и мэра Бордо Алэна Жупэ. Первоначально линия шла от Mériadeck до пригородов Лормон (Lormont) и Сено (Cenon). 26 сентября 2005 года линия была продлена до больницы Pellegrin Hospital и Saint-Augustin
Линия C была открыта 24 апреля 2004 года (с задержкой)
Линия B была частично открыта 15 мая 2004 года, на всём протяжении — 3 июля 2004 года.
Сейчас на трёх линиях действуют следующие маршруты:
- A — Saint Augustin <-> Lormont Lauriers / Cenon La Morlette (ось восток-запад) (15.3 км, 26 остановок) На части этой линии, в центре города и на мосту Pierre, используется наземный токосъём
- B — Quinconces <-> Pessac Bougnard (центр — юго-запад) (9.3 км, 20 остановок). На части этой линии, в центре города, используется наземный токосъём
- C — Quinconces <-> Gare Saint-Jean (центр — юг) (2.8 км, 7 остановок). На большей части этой линии используется наземный токосъём.

| A | Saint-Augustin — Hôpital Pellegrin — Stade Chaban-Delas — Gaviniès — Hôtel de Police — Saint-Bruno Hôtel de Région — Mériadeck — Palais de Justice — Hôtel de Ville (линия B) — Sainte-Catherine — Place du Palais — Porte de Bourgogne (линия C) — Stalingrad — Jardin Botanique — Thiers-Benauge — Galin — Jean Jaurès — Carnot-Mairie de Cenon — Buttinière — (ответвление: Iris — Gravières — Bois Fleuri — Lormont Lauriers) — Palmer — Pelletan — Cenon La Morlette |
| B | Quinconces — Grand Théâtre — Gambetta — Hôtel de Ville (lijn A) — Musée d’Aquitaine — Victoire — Saint-Nicolas — Bergonié — Barrière Saint-Genès — Roustaing — Forum — Peixotto — Béthanie — Arts et Métiers — François Bordes — Doyen Brus — Montaigne Montesquieu — Unitec — Saige — Pessac Bougnard |
| C | Quinconces — Place de la Bourse — Porte de Bourgogne (lijn A) — Saint-Michel — Sainte-Croix — Tauzia — Gare Saint-Jean |

Все три линии были продлены в 2007-2008 годах, таким образом общая протяжённость сети возросла до 44,1 км. Количество остановок достигло 89.
- Линия A продлена от Saint-Augustin до центра соседнего города Мериньяк, от Лормона (Lormont) до Бассенса (Bassens) и от Сенона (Cenon) до Флориака (Floirac).

- Линия B продлена от Pessac Bougnard до Pessac Centre и от Quinconces до Bacalan.

- Линия C продлена от вокзала Св. Жана (Gare Saint-Jean) до Беглеса (Bègles) и от Quinconces до Les Aubiers.

Трамвай Бордо в 2009 году ежедневно перевозил 165000 пассажиров
- 70000 по линии A
- 70000 по линии B
- 25000 по линии C

## Подвижной состав
В Бордо используются современные низкопольные сочленённые трамваи марки Citadis двух моделей:
- Citadis 402: длина — 40 метров, семь секций, 300 мест (62 трамвая)
- Citadis 302 : длина — 30 метров, пять секций, 218 мест (12 трамваев)

Citadis 402 используются на линиях A и B,Citadis 302 — на линии C.
Внешний вид трамваев был разработан с учётом пожеланий заказчика (транспортной организации Бордо). Трамвай отличается большими, панорамными окнами в кабине водителя и одной центральной фарой.
Трамваи оборудованы полупантографами и токосъёмниками для наземного токосъёма. Благодаря аккумуляторам в случае отказа нижнего токосъёма трамваи могут продолжать движение до участка с контактной сетью.